# Gastonia (Carolina del Nord)
Gastonia è una città degli Stati Uniti d'America, situata nella Contea di Gaston nello Stato della Carolina del Nord.